# Boucles de l'Aulne 2024
La 66e édition des Boucles de l'Aulne (la 24e édition depuis que la course est classée par l'UCI en 1999) a lieu le 12 mai 2024. Cette course cycliste d'un jour fait partie du calendrier UCI Europe Tour 2024 en catégorie 1.1 (troisième niveau mondial).
Cette course est aussi inscrite au calendrier de la Coupe de France en tant que 12e manche de l'édition 2024.
L'épreuve est remportée par Axel Zingle de l'équipe Cofidis qui s'impose devant Alexandre Delettre (St Michel - Mavic - Auber93) et Mads Würtz Schmidt (Israel-Premier Tech). 

## Présentation

### Parcours
À la suite de la modification de parcours de l'édition précédente, le comité organisateur a décidé de le garder à l'identique pour cette édition, avec le passage des coureurs par Port-Launay et par l'avenue Louison-Bobet, face aux anciens gradins du Circuit de l'Aulne. Les participants parcourent à trois reprises une boucle de 17,3 km, puis à trois reprises une plus grande boucle de 20,4 km comportant une montée jusqu'au sommet de la côte de Menez Quelerc'h (6,5 % de pente moyenne), et enfin huit tours d'une plus petite boucle de 8,5 km.

### Équipes participantes
Les Boucles de l'Aulne sont classées en catégorie 1.1 du circuit  UCI Europe Tour. Par conséquent, la course est ouverte aux équipes UCI WorldTeam dans la limite de 50 % des équipes participantes, aux équipes continentales professionnelles, aux équipes continentales et aux équipes nationales.
Seize équipes participent à cette édition des Boucles de l'Aulne : quatre WorldTeams, huit équipes continentales professionnelles et quatre équipes continentales.
| WorldTeams (4)- Decathlon-AG2R La Mondiale - Groupama-FDJ - Cofidis - Arkéa-B&B Hotels ProTeams (8)- Israel-Premier Tech - Lotto Dstny - Uno-X Mobility - Bingoal WB - Euskaltel-Euskadi - TotalEnergies - Caja Rural-Seguros RGA - Equipo Kern Pharma Équipes continentales (4)- Saint Michel-Mavic-Auber 93 - CIC U Nantes Atlantique - Nice Métropole Côte d'Azur - Van Rysel-Roubaix |
| |

### Principaux coureurs présents
En l'absence du vainqueur de l'année précédente, le champion olympique 2016 et néo-retraité Greg Van Avermaet, c'est son ancien coéquipier chez Decathlon-AG2R Benoît Cosnefroy qui porte le dossard n°1 et fait office de principal favori. Le coureur normand affiche en effet une grande forme cette saison et a notamment remporté le Grand Prix du Morbihan la semaine précédente. Le coureur de l'équipe Cofidis Axel Zingle (2e sur le GP du Morbihan), les deux coureurs d'Arkéa-B&B Hotels Vincenzo Albanese et Clément Venturini (2e du dernier Tro Bro Leon et 5e sur l'édition précédente des Boucles de l'Aulne), ainsi que le coureur belge de Lotto-Dstny Milan Menten et le Norvégien de l'équipe Uno-X Mobility Idar Andersen (vainqueur à Châteaulin en 2022) font aussi partie des favoris cette année.

### Diffusion
Les Boucles de l'Aulne 2024 ont été diffusées uniquement sur la page Facebook de l'organisateur.

## Classement final
| \| Classement général \| Classement général \| Classement général \| Classement général \| Classement général \| \| Coureur \| Coureur \| Pays \| Équipe \| Temps \| \| ------------------ \| ------------------ \| ------------------ \| --------------------------- \| ------------------ \| \| 1er \| Axel Zingle \| France \| Cofidis \| 4 h 14 min 53 s \| \| 2e \| Alexandre Delettre \| France \| Saint Michel-Mavic-Auber 93 \| + 0 s \| \| 3e \| Mads Würtz Schmidt \| Danemark \| Israel-Premier Tech \| + 0 s \| \| 4e \| Valentin Ferron \| France \| TotalEnergies \| + 0 s \| \| 5e \| Fredrik Dversnes \| Norvège \| Uno-X Mobility \| + 0 s \| \| 6e \| Markus Hoelgaard \| Norvège \| Uno-X Mobility \| + 0 s \| \| 7e \| Joel Nicolau \| Espagne \| Caja Rural-Seguros RGA \| + 4 s \| \| 8e \| Brent Van Moer \| Belgique \| Lotto Dstny \| + 39 s \| \| 9e \| Vincenzo Albanese \| Italie \| Arkéa-B&B Hotels \| + 3 min 43 s \| \| 10e \| Nans Peters \| France \| Decathlon-AG2R La Mondiale \| + 3 min 47 s \| |                    |          |                             |                 |
| |                    |          |                             |                 |
| Source : ProCyclingStats |                    |          |                             |                 |
| Classement général |                    |          |                             |                 |
| Coureur | Coureur            | Pays     | Équipe                      | Temps           |
| 1er | Axel Zingle        | France   | Cofidis                     | 4 h 14 min 53 s |
| 2e | Alexandre Delettre | France   | Saint Michel-Mavic-Auber 93 | + 0 s           |
| 3e | Mads Würtz Schmidt | Danemark | Israel-Premier Tech         | + 0 s           |
| 4e | Valentin Ferron    | France   | TotalEnergies               | + 0 s           |
| 5e | Fredrik Dversnes   | Norvège  | Uno-X Mobility              | + 0 s           |
| 6e | Markus Hoelgaard   | Norvège  | Uno-X Mobility              | + 0 s           |
| 7e | Joel Nicolau       | Espagne  | Caja Rural-Seguros RGA      | + 4 s           |
| 8e | Brent Van Moer     | Belgique | Lotto Dstny                 | + 39 s          |
| 9e | Vincenzo Albanese  | Italie   | Arkéa-B&B Hotels            | + 3 min 43 s    |
| 10e | Nans Peters        | France   | Decathlon-AG2R La Mondiale  | + 3 min 47 s    |

## Attributions des points

### Classement UCI
La course attribue aux coureurs le même nombre des points pour l'UCI Europe Tour 2024 et le Classement mondial UCI.
| Position           | 1er | 2e | 3e | 4e | 5e | 6e | 7e | 8e | 9e | 10e | 11e | 12e | 13e à 15e | 16e à 25e |
| Classement général | 125 | 85 | 70 | 60 | 50 | 40 | 35 | 30 | 25 | 20  | 15  | 10  | 5         | 3         |

### Classements Coupe de France
L'ordre d'arrivée de l'épreuve détermine le nombre de points attribués pour le classement général individuel de la Coupe de France 2024.
| Position | 1er | 2e | 3e | 4e | 5e | 6e | 7e | 8e | 9e | 10e | 11e | 12e | 13e | 14e | 15e |
| Points   | 50  | 35 | 25 | 20 | 18 | 16 | 14 | 12 | 10 | 8   | 6   | 5   | 3   | 3   | 3   |

Le classement par équipes de la Coupe de France est établi de la manière suivante : on additionne les places des trois premiers coureurs pour définir le score de chaque équipe. Puis les équipes sont classées par score décroissant. L'équipe avec le total le plus faible sera la première et recevra 12 points au classement des équipes, jusqu'à la neuvième équipe qui marquera deux points. Seules les équipes françaises marquent des points.
| Position | 1re | 2e | 3e | 4e | 5e | 6e | 7e | 8e | 9e |
| Points   | 12  | 9  | 8  | 7  | 6  | 5  | 4  | 3  | 2  |

## Liste des participants
| Légende | Légende                                                                    | Légende | Légende                                                    |
| ------- | -------------------------------------------------------------------------- | ------- | ---------------------------------------------------------- |
| Num     | Dossard de départ porté par le coureur sur les Boucles de l'Aulne          | Pos     | Position à l'arrivée de la course                          |
|         | Indique un maillot de champion national ou mondial, suivi de sa spécialité | NP      | Indique un coureur qui n'a pas pris le départ de la course |
| AB      | Indique un coureur qui n'a pas terminé la course                           | HD      | Indique un coureur qui a terminé la course hors des délais |
| DSQ     | Indique un coureur qui a été disqualifié de la course                      |         |                                                            |

| Decathlon-AG2R La Mondiale DAT | Decathlon-AG2R La Mondiale DAT | Decathlon-AG2R La Mondiale DAT |
| ------------------------------ | ------------------------------ | ------------------------------ |
| Num                            | Coureur                        | Pos                            |
| 1                              | Benoît Cosnefroy (FRA)         | 37e                            |
| 2                              | Nans Peters (FRA)              | 10e                            |
| 3                              | Killian Verschuren (FRA)       | 35e                            |
| 4                              | Valentin Retailleau (FRA)      | AB                             |
| 5                              | Tom Donnenwirth (FRA)          | AB                             |
| 6                              | Baptiste Veistroffer (FRA)     | AB                             |
| 7                              | Oscar Chamberlain (AUS)        | AB                             |

| Groupama-FDJ GFC | Groupama-FDJ GFC        | Groupama-FDJ GFC |
| ---------------- | ----------------------- | ---------------- |
| Num              | Coureur                 | Pos              |
| 11               | Sven Erik Bystrøm (NOR) | 29e              |
| 12               | Thibaud Gruel (FRA)     | AB               |
| 13               | Eddy Le Huitouze (FRA)  | AB               |
| 14               | Quentin Pacher (FRA)    | AB               |
| 15               | Samuel Watson (GBR)     | 13e              |
| 16               | Rudy Molard (FRA)       | 43e              |
| 17               | Joshua Golliker (GBR)   | AB               |

| Cofidis COF | Cofidis COF           | Cofidis COF |
| ----------- | --------------------- | ----------- |
| Num         | Coureur               | Pos         |
| 21          | Bryan Coquard (FRA)   | AB          |
| 22          | Axel Zingle (FRA)     | 1er         |
| 23          | Axel Mariault (FRA)   | AB          |
| 24          | Jonathan Lastra (ESP) | AB          |
| 25          | Jesús Herrada (ESP)   | 42e         |
| 26          | Gorka Izagirre (ESP)  | 31e         |
| 27          | Nolann Mahoudo (FRA)  | 38e         |

| Arkéa-B&B Hotels ARK | Arkéa-B&B Hotels ARK          | Arkéa-B&B Hotels ARK |
| -------------------- | ----------------------------- | -------------------- |
| Num                  | Coureur                       | Pos                  |
| 31                   | Vincenzo Albanese (ITA)       | 9e                   |
| 32                   | Laurens Huys (BEL)            | 30e                  |
| 33                   | Thibault Guernalec (FRA)      | AB                   |
| 34                   | Simon Guglielmi (FRA)         | 23e                  |
| 35                   | Embret Svestad-Bårdseng (NOR) | 34e                  |
| 36                   | Martin Tjøtta (NOR)           | AB                   |
| 37                   | Clément Venturini (FRA)       | 24e                  |

| Uno-X Mobility UXM | Uno-X Mobility UXM           | Uno-X Mobility UXM |
| ------------------ | ---------------------------- | ------------------ |
| Num                | Coureur                      | Pos                |
| 41                 | Magnus Cort Nielsen (DEN)    | 11e                |
| 42                 | Idar Andersen (NOR)          | 39e                |
| 43                 | Fredrik Dversnes (NOR)       | 5e                 |
| 44                 | Markus Hoelgaard (NOR)       | 6e                 |
| 45                 | Anders Skaarseth (NOR)       | AB                 |
| 46                 | Magnus Kulset (NOR)          | AB                 |
| 47                 | Martin Bugge Urianstad (NOR) | 15e                |

| Israel-Premier Tech IPT | Israel-Premier Tech IPT  | Israel-Premier Tech IPT |
| ----------------------- | ------------------------ | ----------------------- |
| Num                     | Coureur                  | Pos                     |
| 51                      | Corbin Strong (NZL)      | 26e                     |
| 52                      | Itamar Einhorn (ISR)     | AB                      |
| 54                      | Oded Kogut (ISR)         | AB                      |
| 55                      | Pier-André Côté (CAN)    | 33e                     |
| 56                      | Mads Würtz Schmidt (DEN) | 3e                      |
| 57                      | Moritz Kretschy (GER)    | AB                      |

| TotalEnergies TEN | TotalEnergies TEN     | TotalEnergies TEN |
| ----------------- | --------------------- | ----------------- |
| Num               | Coureur               | Pos               |
| 61                | Julien Simon (FRA)    | AB                |
| 62                | Paul Ourselin (FRA)   | 20e               |
| 64                | Valentin Ferron (FRA) | 4e                |
| 65                | Alan Jousseaume (FRA) | 18e               |
| 66                | Mattéo Vercher (FRA)  | 36e               |

| Lotto Dstny LTD | Lotto Dstny LTD          | Lotto Dstny LTD |
| --------------- | ------------------------ | --------------- |
| Num             | Coureur                  | Pos             |
| 71              | Jasper De Buyst (BEL)    | AB              |
| 72              | Cédric Beullens (BEL)    | 25e             |
| 74              | Sébastien Grignard (BEL) | AB              |
| 75              | Axel De Lie (BEL)        | AB              |
| 76              | Brent Van Moer (BEL)     | 8e              |

| Bingoal WB BWB | Bingoal WB BWB            | Bingoal WB BWB |
| -------------- | ------------------------- | -------------- |
| Num            | Coureur                   | Pos            |
| 81             | Aaron Van der Beken (BEL) | AB             |
| 82             | Johan Meens (BEL)         | AB             |
| 83             | Lennert Teugels (BEL)     | AB             |
| 84             | Louka Matthys (BEL)       | AB             |
| 85             | Luca Van Boven (BEL)      | 12e            |
| 86             | Giacomo Villa (ITA)       | AB             |
| 87             | Dimitri Peyskens (BEL)    | AB             |

| Caja Rural-Seguros RGA CJR | Caja Rural-Seguros RGA CJR | Caja Rural-Seguros RGA CJR |
| -------------------------- | -------------------------- | -------------------------- |
| Num                        | Coureur                    | Pos                        |
| 91                         | Orluis Aular (VEN)         | 22e                        |
| 92                         | Fernando Barceló (ESP)     | AB                         |
| 93                         | Joel Nicolau (ESP)         | 7e                         |
| 94                         | Eduard Prades (ESP)        | AB                         |
| 95                         | Joseba López (ESP)         | AB                         |
| 96                         | Mulu Hailemichael (ETH)    | AB                         |
| 97                         | Gorka Sorarrain (ESP)      | AB                         |

| Euskaltel-Euskadi EUS | Euskaltel-Euskadi EUS   | Euskaltel-Euskadi EUS |
| --------------------- | ----------------------- | --------------------- |
| Num                   | Coureur                 | Pos                   |
| 101                   | Xabier Berasategi (ESP) | 28e                   |
| 102                   | Asier Etxeberria (ESP)  | 40e                   |
| 103                   | Xavier Cañellas (ESP)   | 19e                   |
| 104                   | Xabier Isasa (ESP)      | AB                    |
| 105                   | Txomin Juaristi (ESP)   | 21e                   |
| 106                   | Unai Cuadrado (ESP)     | AB                    |
| 107                   | James Fouché (NZL)      | AB                    |

| Equipo Kern Pharma EKP | Equipo Kern Pharma EKP   | Equipo Kern Pharma EKP |
| ---------------------- | ------------------------ | ---------------------- |
| Num                    | Coureur                  | Pos                    |
| 111                    | Antonio Jesús Soto (ESP) | AB                     |
| 112                    | Pau Miquel (ESP)         | 27e                    |
| 113                    | Francisco Galván (ESP)   | AB                     |
| 114                    | Álex Jaime (ESP)         | AB                     |
| 115                    | Marc Brustenga (ESP)     | AB                     |
| 116                    | Mikel Retegi (ESP)       | AB                     |
| 117                    | Jordi López (ESP)        | 41e                    |

| Saint Michel-Mavic-Auber 93 AUB | Saint Michel-Mavic-Auber 93 AUB | Saint Michel-Mavic-Auber 93 AUB |
| ------------------------------- | ------------------------------- | ------------------------------- |
| Num                             | Coureur                         | Pos                             |
| 121                             | Alexandre Delettre (FRA)        | 2e                              |
| 122                             | Lucas Beneteau (FRA)            | AB                              |
| 123                             | Nicolas Breuillard (FRA)        | 16e                             |
| 124                             | Joris Delbove (FRA)             | 14e                             |
| 125                             | Morne van Niekerk (RSA)         | AB                              |
| 127                             | Dillon Corkery (IRL)            | AB                              |

| CIC U Nantes Atlantique UCN | CIC U Nantes Atlantique UCN | CIC U Nantes Atlantique UCN |
| --------------------------- | --------------------------- | --------------------------- |
| Num                         | Coureur                     | Pos                         |
| 132                         | Clément Braz Afonso (FRA)   | 32e                         |
| 133                         | Maël Guégan (FRA)           | AB                          |
| 134                         | Artus Jaladeau (FRA)        | AB                          |
| 135                         | Matisse Julien (CAN)        | AB                          |
| 136                         | Robin Plamondon (CAN)       | AB                          |
| 137                         | Jon Rye-Johnsen (NOR)       | AB                          |

| Nice Métropole Côte d'Azur NMC | Nice Métropole Côte d'Azur NMC | Nice Métropole Côte d'Azur NMC |
| ------------------------------ | ------------------------------ | ------------------------------ |
| Num                            | Coureur                        | Pos                            |
| 141                            | Jonathan Couanon (FRA)         | AB                             |
| 142                            | Damien Girard (FRA)            | AB                             |
| 143                            | Alexander Konijn (NED)         | AB                             |
| 144                            | Jean-Louis Le Ny (FRA)         | AB                             |
| 145                            | Andrea Mifsud                  | AB                             |
| 146                            | Axel Narbonne-Zuccarelli (FRA) | AB                             |
| 147                            | Noah Knecht (FRA)              | AB                             |

| Van Rysel-Roubaix VRR | Van Rysel-Roubaix VRR    | Van Rysel-Roubaix VRR |
| --------------------- | ------------------------ | --------------------- |
| Num                   | Coureur                  | Pos                   |
| 152                   | Rémi Capron (FRA)        | 17e                   |
| 153                   | Célestin Guillon (FRA)   | AB                    |
| 155                   | Jérémy Leveau (FRA)      | AB                    |
| 156                   | Emmanuel Morin (FRA)     | AB                    |
| 157                   | Valentin Tabellion (FRA) | AB                    |

| Decathlon-AG2R La Mondiale DAT | Decathlon-AG2R La Mondiale DAT | Decathlon-AG2R La Mondiale DAT |
| ------------------------------ | ------------------------------ | ------------------------------ |
| Num                            | Coureur                        | Pos                            |
| 1                              | Benoît Cosnefroy (FRA)         | 37e                            |
| 2                              | Nans Peters (FRA)              | 10e                            |
| 3                              | Killian Verschuren (FRA)       | 35e                            |
| 4                              | Valentin Retailleau (FRA)      | AB                             |
| 5                              | Tom Donnenwirth (FRA)          | AB                             |
| 6                              | Baptiste Veistroffer (FRA)     | AB                             |
| 7                              | Oscar Chamberlain (AUS)        | AB                             |

| Groupama-FDJ GFC | Groupama-FDJ GFC        | Groupama-FDJ GFC |
| ---------------- | ----------------------- | ---------------- |
| Num              | Coureur                 | Pos              |
| 11               | Sven Erik Bystrøm (NOR) | 29e              |
| 12               | Thibaud Gruel (FRA)     | AB               |
| 13               | Eddy Le Huitouze (FRA)  | AB               |
| 14               | Quentin Pacher (FRA)    | AB               |
| 15               | Samuel Watson (GBR)     | 13e              |
| 16               | Rudy Molard (FRA)       | 43e              |
| 17               | Joshua Golliker (GBR)   | AB               |

| Cofidis COF | Cofidis COF           | Cofidis COF |
| ----------- | --------------------- | ----------- |
| Num         | Coureur               | Pos         |
| 21          | Bryan Coquard (FRA)   | AB          |
| 22          | Axel Zingle (FRA)     | 1er         |
| 23          | Axel Mariault (FRA)   | AB          |
| 24          | Jonathan Lastra (ESP) | AB          |
| 25          | Jesús Herrada (ESP)   | 42e         |
| 26          | Gorka Izagirre (ESP)  | 31e         |
| 27          | Nolann Mahoudo (FRA)  | 38e         |

| Arkéa-B&B Hotels ARK | Arkéa-B&B Hotels ARK          | Arkéa-B&B Hotels ARK |
| -------------------- | ----------------------------- | -------------------- |
| Num                  | Coureur                       | Pos                  |
| 31                   | Vincenzo Albanese (ITA)       | 9e                   |
| 32                   | Laurens Huys (BEL)            | 30e                  |
| 33                   | Thibault Guernalec (FRA)      | AB                   |
| 34                   | Simon Guglielmi (FRA)         | 23e                  |
| 35                   | Embret Svestad-Bårdseng (NOR) | 34e                  |
| 36                   | Martin Tjøtta (NOR)           | AB                   |
| 37                   | Clément Venturini (FRA)       | 24e                  |

| Uno-X Mobility UXM | Uno-X Mobility UXM           | Uno-X Mobility UXM |
| ------------------ | ---------------------------- | ------------------ |
| Num                | Coureur                      | Pos                |
| 41                 | Magnus Cort Nielsen (DEN)    | 11e                |
| 42                 | Idar Andersen (NOR)          | 39e                |
| 43                 | Fredrik Dversnes (NOR)       | 5e                 |
| 44                 | Markus Hoelgaard (NOR)       | 6e                 |
| 45                 | Anders Skaarseth (NOR)       | AB                 |
| 46                 | Magnus Kulset (NOR)          | AB                 |
| 47                 | Martin Bugge Urianstad (NOR) | 15e                |

| Israel-Premier Tech IPT | Israel-Premier Tech IPT  | Israel-Premier Tech IPT |
| ----------------------- | ------------------------ | ----------------------- |
| Num                     | Coureur                  | Pos                     |
| 51                      | Corbin Strong (NZL)      | 26e                     |
| 52                      | Itamar Einhorn (ISR)     | AB                      |
| 54                      | Oded Kogut (ISR)         | AB                      |
| 55                      | Pier-André Côté (CAN)    | 33e                     |
| 56                      | Mads Würtz Schmidt (DEN) | 3e                      |
| 57                      | Moritz Kretschy (GER)    | AB                      |

| TotalEnergies TEN | TotalEnergies TEN     | TotalEnergies TEN |
| ----------------- | --------------------- | ----------------- |
| Num               | Coureur               | Pos               |
| 61                | Julien Simon (FRA)    | AB                |
| 62                | Paul Ourselin (FRA)   | 20e               |
| 64                | Valentin Ferron (FRA) | 4e                |
| 65                | Alan Jousseaume (FRA) | 18e               |
| 66                | Mattéo Vercher (FRA)  | 36e               |

| Lotto Dstny LTD | Lotto Dstny LTD          | Lotto Dstny LTD |
| --------------- | ------------------------ | --------------- |
| Num             | Coureur                  | Pos             |
| 71              | Jasper De Buyst (BEL)    | AB              |
| 72              | Cédric Beullens (BEL)    | 25e             |
| 74              | Sébastien Grignard (BEL) | AB              |
| 75              | Axel De Lie (BEL)        | AB              |
| 76              | Brent Van Moer (BEL)     | 8e              |

| Bingoal WB BWB | Bingoal WB BWB            | Bingoal WB BWB |
| -------------- | ------------------------- | -------------- |
| Num            | Coureur                   | Pos            |
| 81             | Aaron Van der Beken (BEL) | AB             |
| 82             | Johan Meens (BEL)         | AB             |
| 83             | Lennert Teugels (BEL)     | AB             |
| 84             | Louka Matthys (BEL)       | AB             |
| 85             | Luca Van Boven (BEL)      | 12e            |
| 86             | Giacomo Villa (ITA)       | AB             |
| 87             | Dimitri Peyskens (BEL)    | AB             |

| Caja Rural-Seguros RGA CJR | Caja Rural-Seguros RGA CJR | Caja Rural-Seguros RGA CJR |
| -------------------------- | -------------------------- | -------------------------- |
| Num                        | Coureur                    | Pos                        |
| 91                         | Orluis Aular (VEN)         | 22e                        |
| 92                         | Fernando Barceló (ESP)     | AB                         |
| 93                         | Joel Nicolau (ESP)         | 7e                         |
| 94                         | Eduard Prades (ESP)        | AB                         |
| 95                         | Joseba López (ESP)         | AB                         |
| 96                         | Mulu Hailemichael (ETH)    | AB                         |
| 97                         | Gorka Sorarrain (ESP)      | AB                         |

| Euskaltel-Euskadi EUS | Euskaltel-Euskadi EUS   | Euskaltel-Euskadi EUS |
| --------------------- | ----------------------- | --------------------- |
| Num                   | Coureur                 | Pos                   |
| 101                   | Xabier Berasategi (ESP) | 28e                   |
| 102                   | Asier Etxeberria (ESP)  | 40e                   |
| 103                   | Xavier Cañellas (ESP)   | 19e                   |
| 104                   | Xabier Isasa (ESP)      | AB                    |
| 105                   | Txomin Juaristi (ESP)   | 21e                   |
| 106                   | Unai Cuadrado (ESP)     | AB                    |
| 107                   | James Fouché (NZL)      | AB                    |

| Equipo Kern Pharma EKP | Equipo Kern Pharma EKP   | Equipo Kern Pharma EKP |
| ---------------------- | ------------------------ | ---------------------- |
| Num                    | Coureur                  | Pos                    |
| 111                    | Antonio Jesús Soto (ESP) | AB                     |
| 112                    | Pau Miquel (ESP)         | 27e                    |
| 113                    | Francisco Galván (ESP)   | AB                     |
| 114                    | Álex Jaime (ESP)         | AB                     |
| 115                    | Marc Brustenga (ESP)     | AB                     |
| 116                    | Mikel Retegi (ESP)       | AB                     |
| 117                    | Jordi López (ESP)        | 41e                    |

| Saint Michel-Mavic-Auber 93 AUB | Saint Michel-Mavic-Auber 93 AUB | Saint Michel-Mavic-Auber 93 AUB |
| ------------------------------- | ------------------------------- | ------------------------------- |
| Num                             | Coureur                         | Pos                             |
| 121                             | Alexandre Delettre (FRA)        | 2e                              |
| 122                             | Lucas Beneteau (FRA)            | AB                              |
| 123                             | Nicolas Breuillard (FRA)        | 16e                             |
| 124                             | Joris Delbove (FRA)             | 14e                             |
| 125                             | Morne van Niekerk (RSA)         | AB                              |
| 127                             | Dillon Corkery (IRL)            | AB                              |

| CIC U Nantes Atlantique UCN | CIC U Nantes Atlantique UCN | CIC U Nantes Atlantique UCN |
| --------------------------- | --------------------------- | --------------------------- |
| Num                         | Coureur                     | Pos                         |
| 132                         | Clément Braz Afonso (FRA)   | 32e                         |
| 133                         | Maël Guégan (FRA)           | AB                          |
| 134                         | Artus Jaladeau (FRA)        | AB                          |
| 135                         | Matisse Julien (CAN)        | AB                          |
| 136                         | Robin Plamondon (CAN)       | AB                          |
| 137                         | Jon Rye-Johnsen (NOR)       | AB                          |

| Nice Métropole Côte d'Azur NMC | Nice Métropole Côte d'Azur NMC | Nice Métropole Côte d'Azur NMC |
| ------------------------------ | ------------------------------ | ------------------------------ |
| Num                            | Coureur                        | Pos                            |
| 141                            | Jonathan Couanon (FRA)         | AB                             |
| 142                            | Damien Girard (FRA)            | AB                             |
| 143                            | Alexander Konijn (NED)         | AB                             |
| 144                            | Jean-Louis Le Ny (FRA)         | AB                             |
| 145                            | Andrea Mifsud                  | AB                             |
| 146                            | Axel Narbonne-Zuccarelli (FRA) | AB                             |
| 147                            | Noah Knecht (FRA)              | AB                             |

| Van Rysel-Roubaix VRR | Van Rysel-Roubaix VRR    | Van Rysel-Roubaix VRR |
| --------------------- | ------------------------ | --------------------- |
| Num                   | Coureur                  | Pos                   |
| 152                   | Rémi Capron (FRA)        | 17e                   |
| 153                   | Célestin Guillon (FRA)   | AB                    |
| 155                   | Jérémy Leveau (FRA)      | AB                    |
| 156                   | Emmanuel Morin (FRA)     | AB                    |
| 157                   | Valentin Tabellion (FRA) | AB                    |